# Shaivism
Shaivism eller shivaism, är en term som används om de hinduer även kända som saivas som företrädesvis dyrkar guden Shiva. Det är den äldsta av de fyra stora hinduiska inriktningarna, där de andra tre utgörs av Vaishnavism, Shaktism och Smartism. Antalet bekännare har, trots stora svårigheter, uppskattats till 220 miljoner människor. Detta kan jämföras med den större hinduistiska riktningen vaishnavismen, där antalet bekännare antas vara omkring 580 miljoner människor.